# Dollar (motorfiets)
| Dollar Model CT (175 cc) uit 1925 |
| Dollar Model G3 (250 cc) uit 1929 |

Dollar is een historisch Frans motorfietsmerk.
De bedrijfsnaam was Ets. Delachanal, Clarenton-le-Pont, later Joinville-le-Pont.
Delachanal was van oorsprong een producent van rijwielen, die al in de 19e eeuw was opgericht. Vanaf 1924 ging men in Clarenton-le-Pont motorfietsen met de naam "Dollar" produceren. Het modellenpakket was zeer uitgebreid, van 98 cc tweetakten tot 750 cc kopklep-viercilindermachines. Daarnaast waren er één- en tweecilinder-modellen, al dan niet met platenframes of asaandrijving.
De eerste modellen waren voorzien van Moser inbouwmotoren, lichte kopkleppers van 125,- 175- en 250 cc. In de jaren twintig was de Franse markt ruim voorzien van lichte tweetaktjes, waardoor de kopkleppers van Dollar juist heel goed aansloegen. Bovendien had Delachanal als fietsproducent al een uitgebreid dealernetwerk opgebouwd. Binnen één jaar waren er al 1.200 agentschappen. In 1927 verhuisde men naar Joinville-le-Pont, slechts enkele kilometers verderop. Er werd een "spaarmodel" met een 173 cc tweetaktmotor geïntroduceerd. In 1929 werd op het Salon van Parijs een serie nieuwe modellen met de populaire en mooi gebouwde Chaise inbouwmotoren. Vanaf dat moment ging men veel motorfietsen met Chaise kopklep-blokmotoren van 175-, 250- 350- en 500 cc produceren. De motorfietsproductie van Dollar eindigde in 1939.